# Föreningen för Tibetansk Buddhism i Göteborg
Föreningen för Tibetansk Buddhism i Göteborg är en buddhistisk ideell organisation i Göteborg. Dess inriktning är tibetansk buddhism och föreningen är medlem i Sveriges buddhistiska gemenskap.
Föreningens verksamhet inkluderar kom nye-yoga. Yoga-stilen är typisk för just tibetansk buddhism. Den arrangerar också introduktionskurser i buddhism och meditation. Instruktörer är både västerländska och tibetanska som tillhör de fyra huvudsakliga riktningarna (nyingma, kagyu, gelug och sakya) inom tibetansk buddhism. Föreningen samarbetar också med sjukhuskyrkan för att ge andlig hjälp till buddhister.